# Пильна (станция)
Пи́льна — железнодорожная станция Горьковской железной дороги в рабочем посёлке Пильна. Станция находится на Казанском ходе Транссиба, на расстоянии 555 км от Москвы.
За основу проекта вокзала взят типовой проект, разработанный А. Щусевым. В 2011 году отремонтирован фасад здания и крыша.
На станции останавливаются некоторые поезда дальнего следования. Пригородное сообщение отсутствует с лета 2015 года. Ранее курсировал электропоезд-экспресс Казань — Пильна.

## Дальнее следование по станции
| № поезда                | Маршрут движения         | № поезда                | Маршрут движения         |
| ----------------------- | ------------------------ | ----------------------- | ------------------------ |
| 23 «Двухэтажный состав» | Казань — Москва          | 24 «Двухэтажный состав» | Москва — Казань          |
| 51                      | Ижевск — Нижний Новгород | 52                      | Нижний Новгород — Ижевск |
| 53 «Чувашия»            | Чебоксары — Москва       | 54 «Чувашия»            | -                        |
| 75                      | Нерюнгри — Москва        | 76                      | Москва — Нерюнгри        |
| 81                      | Улан-Удэ — Москва        | 82                      | Москва — Улан-Удэ        |
| 133 «Поволжье»          | Казань — Санкт-Петербург | 134 «Поволжье»          | Санкт-Петербург — Казань |